# Saint-Michel-de-Fronsac
Saint-Michel-de-Fronsac é uma comuna francesa na região administrativa da Nova Aquitânia, no departamento da Gironda. Estende-se por uma área de 5,48 km². Em 2010 a comuna tinha 531 habitantes (densidade: 96,9 hab./km²).